# Mellon Collie and the Infinite Sadness
Vous lisez un « bon article » labellisé en 2009.
Albums de The Smashing Pumpkins
Pisces Iscariot
(1994) Adore
(1998)
Singles
1. Bullet with Butterfly Wings
Sortie : 16 octobre 1995
2. 1979
Sortie : 23 janvier 1996
3. Zero
Sortie : 23 avril 1996
4. Tonight, Tonight
Sortie : 6 mai 1996
5. Thirty-Three
Sortie : 11 novembre 1996

Mellon Collie and the Infinite Sadness est le troisième album studio des Smashing Pumpkins, sorti le 23 octobre 1995 sous le label Virgin Records.
Produit par Billy Corgan, leader du groupe, assisté de Flood et Alan Moulder, l'album se compose de deux disques intitulés Dawn to Dusk et Twilight to Starlight. Il mêle, dans ses vingt-huit pistes, plusieurs styles musicaux : rock alternatif, pop, heavy metal, grunge, musique électronique. Presque entièrement écrit par Billy Corgan, il marque néanmoins une plus grande implication de la bassiste du groupe D'arcy Wretzky et du second guitariste James Iha.
Aidé par le succès du premier single qui en est extrait, Bullet with Butterfly Wings, Mellon Collie and the Infinite Sadness est le seul album du groupe à se classer en première position au Billboard. Quatre autres singles en sont tirés : 1979, Zero, Tonight, Tonight, et Thirty-Three, tous sortis tout au long de l'année 1996.
Mellon Collie and the Infinite Sadness a été certifié disque de diamant (dix fois disque de platine) par la Recording Industry Association of America avec des ventes estimées à 10 millions d'exemplaires. Salué par les critiques pour son ambition et sa portée, il offre au groupe sept propositions aux Grammy Awards en 1997.

## Genèse

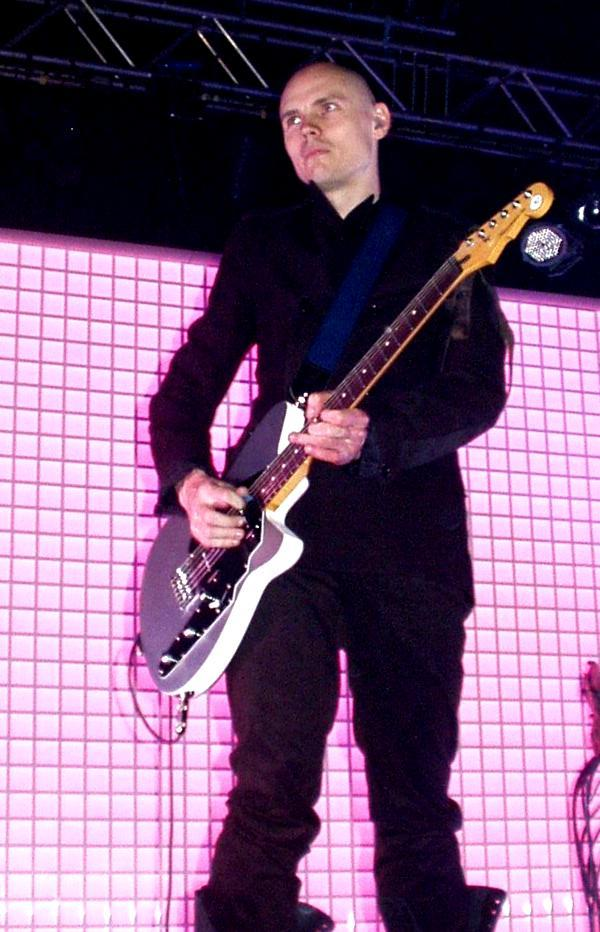
Billy Corgan, auteur-compositeur-interprète

### Contexte
Après treize mois de tournée pour la promotion du deuxième album des Smashing Pumpkins, Siamese Dream (sorti en 1993), Billy Corgan entame rapidement l'écriture d'un nouvel album. Le groupe a dès le début l'intention de produire un double album. Corgan déclare : « Nous avions presque assez de chansons pour faire de Siamese Dream un double album. Pour ce nouvel album, l'idée me plaisait de créer un champ d'application plus large, dans lequel nous pourrions inclure d'autres genres de matériels que nous écrivions ».
Corgan sent que l'approche musicale des Smashing Pumpkins change, et veut que le groupe pense à ce disque comme étant leur dernier. Il décrit alors l'album devant la presse comme étant « The Wall pour la génération X », en comparaison avec le double concept-album de Pink Floyd sorti en 1979. Le groupe s'oriente vers un style plus sombre, montrant un changement radical dans sa musique et ses textes. Corgan déclare à ce sujet : « Nous voulions faire quelque chose d'aussi peu conservateur que possible ».

### Enregistrement
Le groupe décide de mettre un terme à sa collaboration avec Butch Vig, qui a produit les deux précédents albums, et choisit à sa place Alan Moulder et Flood comme coproducteurs. Corgan explique :
« Pour être entièrement honnête, je pense que nous étions arrivés à un point ou nous étions trop proches de Butch, que cela aurait tourné à notre désavantage [...] J'avais comme senti qu'il fallait forcer les choses, en termes d'acoustique, et que nous devions nous sortir du moule des productions classiques des Smashing Pumpkins. »
Flood a déjà travaillé avec des groupes tels que Depeche Mode et U2, tandis que Moulder est connu pour sa collaboration avec My Bloody Valentine ou encore Oasis. Le choix de ces deux producteurs s'explique par les différences radicales dans leurs méthodes d'enregistrement et de production. En effet, Corgan veut donner à l'album une allure et des sonorités schizophrènes. Ainsi, Flood est considéré comme « maître de la magie blanche », en opposition avec le « grand prêtre de la magie noire » qu'est Moulder.
En avril 1995, le groupe commence l'enregistrement dans un local de répétition, plutôt que dans un studio. Flood pousse immédiatement le groupe à modifier ses habitudes d'enregistrement. Lors de ces sessions, le groupe enregistre les morceaux les plus saturés avec Flood. La salle de répétition, qui ne doit servir qu'à enregistrer les sonorités les plus électriques, est utilisée comme base pour le son du disque. Lors des enregistrements avec Flood, le producteur insiste sur le temps consacré chaque jour à l'écriture et aux démos, ce que les Smashing Pumpkins n'ont jamais fait auparavant. Alors que Billy Corgan, assisté de Flood, travaille les voix et les arrangements dans cette salle, Alan Moulder, James Iha, D'arcy Wretzky et Jimmy Chamberlin enregistrent dans un autre studio. Iha et Wretzky ont un rôle important sur ce disque, par rapport à Siamese Dreams où Corgan aurait, selon la rumeur, enregistré lui-même toutes les parties de basse et de guitare.

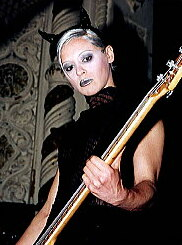
D'arcy Wretzky en 1998

James Iha commente : « Le grand changement est que Billy n'est pas "Monsieur Je-fais-tout". C'est beaucoup mieux. Le groupe a arrangé beaucoup de chansons pour ce disque, et le travail d'écriture était organique. Les circonstances entourant le dernier album et les méthodes de travail étaient vraiment mauvaises ».
Après les sessions dans la salle de répétitions, le groupe enregistre les overdubs aux studios de la Chicago Recording Company. Certaines pistes sont enregistrées aux studios Pumpkinland, Bugg, et The Village Recorder. Pro Tools est utilisé pour l'enregistrement des overdubs de guitare autant que pour les boucles d'effets en post-production,. Wretzky enregistre également quelques chœurs, mais tous ont été retirés, à l'exception de ceux enregistrés pour Beautiful. À la fin de l'enregistrement, le groupe cumule un total de cinquante-sept chansons terminées qui ont pour prétention d'être incluses à Mellon Collie and the Infinite Sadness. L'album doit comprendre trente-deux pistes, mais le nombre est une nouvelle fois revu à la baisse pour arriver à un total de vingt-huit chansons. Au total, le groupe passe quatorze heures par jour et six jours par semaine en studio. Malgré cela, l'enregistrement se déroule dans de bien meilleures conditions que celui du précédent album.

## Caractéristiques artistiques

### Liste des chansons
Vingt-huit pistes sont présentes sur Mellon Collie and the Infinite Sadness. La version double album CD et cassette est divisée en deux disques, intitulés Dawn to Dusk et Twilight to Starlight. La réédition publiée en 2012 comprend trois disques supplémentaires contenant versions alternatives et inédits ainsi qu'un DVD live.
| Disque un – Dawn to Dusk 1. Mellon Collie and the Infinite Sadness – 2 min 52 2. Tonight, Tonight – 4 min 14 3. Jellybelly – 3 min 01 4. Zero – 2 min 41 5. Here Is No Why – 3 min 45 6. Bullet with Butterfly Wings – 4 min 18 7. To Forgive – 4 min 17 8. Fuck You (An Ode to No One) – 4 min 51 9. Love – 4 min 21 10. Cupid de Locke – 2 min 50 11. Galapogos – 4 min 47 12. Muzzle – 3 min 44 13. Porcelina of the Vast Oceans – 9 min 21 14. Take Me Down (Iha) – 2 min 52 | Disque deux – Twilight to Starlight 1. Where Boys Fear to Tread – 4 min 22 2. Bodies – 4 min 12 3. Thirty-Three – 4 min 10 4. In the Arms of Sleep – 4 min 12 5. 1979 – 4 min 25 6. Tales of a Scorched Earth – 3 min 46 7. Thru the Eyes of Ruby – 7 min 38 8. Stumbleine – 2 min 54 9. X.Y.U. – 7 min 07 10. We Only Come Out at Night – 4 min 05 11. Beautiful – 4 min 18 12. Lily (My One and Only) – 3 min 31 13. By Starlight – 4 min 48 14. Farewell and Goodnight (Corgan/Iha) – 4 min 22 |

La version vinyle se répartit en trois disques comportant six faces. Elle contient également deux chansons bonus (Tonite Reprise et Infinite Sadness), et un ordre des chansons totalement différent. Toutes les chansons sont écrites par Billy Corgan, sauf celles signalées.
| Face une – Dawn 1. Mellon Collie and the Infinite Sadness – 2 min 52 2. Tonight, Tonight – 4 min 14 3. Thirty-Three – 4 min 10 4. In the Arms of Sleep – 4 min 12 5. Take Me Down (Iha) – 2 min 52 Face deux – Tea Time 1. Jellybelly – 3 min 01 2. Bodies – 4 min 12 3. To Forgive – 4 min 17 4. Here Is No Why – 3 min 45 5. Porcelina of the Vast Oceans – 9 min 21 | Face trois – Dusk 1. Bullet with Butterfly Wings – 4 min 18 2. Thru the Eyes of Ruby – 7 min 38 3. Muzzle – 3 min 44 4. Galapogos – 4 min 47 5. Tales of a Scorched Earth – 3 min 46 Face quatre - Twilight 1. 1979 – 4 min 25 2. Beautiful – 4 min 18 3. Cupid de Locke – 2 min 50 4. By Starlight – 4 min 48 5. We Only Come Out at Night – 4 min 05 | Face cinq – Midnight 1. Where Boys Fear to Tread – 4 min 22 2. Zero – 2 min 41 3. Fuck You (An Ode to No One) – 4 min 51 4. Love – 4 min 21 5. X.Y.U. – 7 min 07 Face six – Starlight 1. Stumbleine – 2 min 54 2. Lily (My One and Only) – 3 min 31 3. Tonite Reprise – 2 min 40 4. Farewell and Goodnight (Corgan/Iha) – 4 min 22 5. Infinite Sadness – 4 min 02 |

La réédition de 2012 comprend trois disques bonus qui incluent des versions alternatives, des démos, et des inédits.
| Disque bonus 1 – Morning Tea 1. Tonight, Tonight (Strings Alone mix) - 2:41 2. Methusela (Sadlands demo) - 4:08 3. X.Y.U. (Take 11) - 7:11 4. Zero (Synth mix) - 2:46 5. Feelium (Sadlands demo) - 4:21 6. Autumn Nocturne (Sadlands demo) - 1:30 7. Beautiful (Loop version) - 5:07 8. Ugly (Sadlands demo) - 2:47 9. Ascending Guitars (Sadlands demo) - 3:12 10. By Starlight (Flood rough) - 4:31 11. Medellia of the Gray Skies (Take 1) - 3:04 12. Lover (Arrangement 1 demo) - 3:46 13. Thru the Eyes of Ruby (Take 7) - 5:49 14. In the Arms of Sleep (Early Live demo) - 3:50 15. Lily (My One and Only) (Sadlands demo) - 3:19 16. 1979 (Sadlands demo) - 4:04 17. Glamey Glamey (Sadlands demo) - 3:05 18. Meladori Magpie - 2:44 19. Mellon Collie and the Infinite Sadness (Home Piano version) - 2:45 20. Galapagos (Instrumental/Sadlands demo) - 3:54 21. To Forgive (Sadlands demo) - 3:46 | Disque bonus 2 – High Tea 1. Bullet with Butterfly Wings (Sadlands demo) - 4:34 2. Set the Ray to Jerry (vocal rough) - 4:12 3. Thirty-Three (Sadlands demo) - 4:03 4. Cupid de Locke (BT 2012 mix) - 3:13 5. Porcelina of the Vast Oceans (Live Studio rough) - 9:05 6. Jellybelly (Instrumental/Pit mix 3) - 3:05 7. The Aeroplane Flies High (Turns Left, Looks Right) - 8:32 8. Jupiter's Lament (Barbershop version) - 2:41 9. Bagpipes Drone (Sadlands demo) - 2:38 10. Tonight, Tonight (Band Version Only, No Strings) - 4:15 11. Knuckles (Studio outtake) - 3:09 12. Pennies - 2:30 13. Here Is No Why (Pumpkinland demo) - 3:51 14. Blast (Fuzz version) - 2:56 15. Towers of Rabble (Live) - 2:57 16. Rotten Apples (BT 2012 Mix)" - 3:05 17. Fun Time (Sadlands demo) - 4:32 18. Thru the Eyes of Ruby (Acoustic version) - 4:55 19. Chinoise (Sadlands demo) - 1:13 20. Speed - 3:25 | Disque bonus 3 – Special Tea 1. Mellon Collie and the Infinite Sadness (Nighttime version 1) - :15 2. Galapagos (Sadlands demo) - 4:25 3. Cherry (BT 2012 mix) - 4:22 4. Love (Flood rough) - 4:21 5. New Waver (Sadlands demo) - 2:44 6. Fuck You (An Ode to No One) (Production Master rough) - 4:58 7. Isolation (BT 2012 mix) (reprise de Joy Division) - 4:04 8. Transformer (Early mix) - 3:27 9. Dizzle (Sadlands demo) - 2:18 10. Goodnight (Basic Vocal rough) - 3:55 11. Eye (Soundworks demo) - 3:34 12. Blank (Sadlands demo) - 2:52 13. Beautiful (Instrumental-Middle 8) - 4:15 14. My Blue Heaven (BT 2012 mix) - 3:18 15. One and Two - 3:45 16. Zoom (7 ips) - 2:43 17. Pastichio Medley (Reversed extras) - 0:43 18. Marquis in Spades (BT 2012 mix) - 3:14 19. Tales of a Scorched Earth (Instrumental/Pit mix 3) - 3:47 20. Tonite Reprise (Version 1) - 2:36 21. Wishing You Were Real (Home demo) - 3:07 22. Thru the Eyes of Ruby (Pit mix 3) - 0:45 23. Phang (Sadlands demo) - 2:30 |

### Musique et paroles

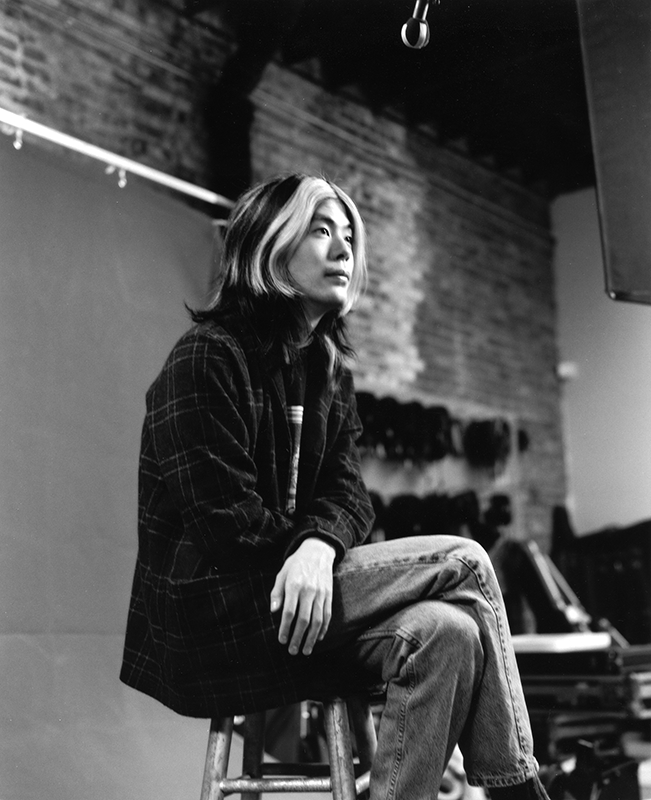
James Iha, second guitariste du groupe

Mellon Collie and the Infinite Sadness est un album-concept, dont les chansons tournent autour du symbolisme du cycle de la vie et de la mort. Corgan dit de cet album qu'il était basé sur « la peur humaine de la mort ». Il puise ses influences musicales auprès de groupes "heavy" et des groupes "cold" précisant qu'il a grandi en écoutant The Cure, Siouxsie and the Banshees, Bauhaus et New Order. La nature tentaculaire de l'album signifie qu'il est composé de multiples influences par leurs compositions telles que le rock, le heavy metal, la pop, le grunge, ou encore la new wave, la musique électronique et classique. Cet éventail de styles contraste avec le sentiment de « saveur uni-dimensionnelle » perçu par les critiques sur les précédents albums.
La palette des instruments utilisés s'est élargie, avec entre autres le piano (Mellon Collie and the Infinite Sadness), les synthétiseurs et les boîtes à rythmes (1979), un orchestre classique (Tonight, Tonight), des instruments MIDI (Beautiful), et même des salières et des ciseaux sur Cupid de Locke,.
Les Smashing Pumpkins font de Mellon Collie and the Infinite Sadness un album riche et contrasté : les styles basculent d'une chanson à une autre. Ainsi, Billy Corgan propose une image entre la pénombre et le clair-obscur. Les textes des chansons de Mellon Collie and the Infinite Sadness, à la fois spirituels et enragés, font état du comportement schizophrénique de Billy Corgan. Le compositeur transmet son sentiment de mélancolie et de désenchantement, à travers ses textes poétiques, métaphoriques, rêveurs et déchaînés, sur des thèmes comme l'amour, la paix, la nostalgie, la rage ou la haine. L'album présente ainsi quatre types de morceaux différents : rêveurs, agressifs, sombres et psychédéliques.

#### Dawn to Dusk
Mellon Collie and the Infinite Sadness s'ouvre avec son titre homonyme, un instrumental joué sur le thème du violon et du piano. L'utilisation de ce dernier, voulue par Corgan, plonge l'auditeur dans l'univers nostalgique de l'album. Tonight, Tonight, deuxième titre, prolonge le romantisme et la tristesse du premier morceau : il se caractérise par le jeu de l'orchestre symphonique de Chicago et d'une batterie nerveuse. Les textes mélancoliques de Tonight, Tonight traitent de la vie d'une femme dans l'impasse. Son interlocuteur l'encourage à défier l'impossible, le soir même. Ce morceau procède ainsi à une énième relecture du Carpe diem. Les cordes jouées ont été écrites et travaillées par Corgan sur ordinateur, puis coarrangées par Audrey Riley.
Le titre  Jellybelly change brutalement les sonorités de l'album : le style musical devient plus électrique, plus agressif, influencé par le heavy metal. Dans son interprétation, Corgan fait état de son errance, qui le rend malade. Here Is No Why est la première ballade de l'album. Corgan propose l'alternance moments forts / faibles / forts, dans le but de créer une atmosphère explosive, puis un relâchement, pour enfin provoquer une nouvelle explosion, d'une plus grande intensité,
Zero et Bullet with Butterfly Wings sont caractérisés par l'omniprésence de guitares saturées, la domination des toms basses, de textes violents, désenchantés et auto-dépréciateurs. Sur Zero, Corgan communique son état colérique et dépressif envers lui-même.
Bullet with Butterfly Wings, le premier single issu de l'album, confirme l'état d'esprit du morceau précédent. Son interprétation débute par « The world is a vampire, sent to drain » ; et il transmet sa rage à travers la violence des textes. Toutes les guitares sont accordées un demi-ton en moins afin de « faire une musique plus calme », selon Corgan. Sur certaines chansons comme Jellybelly, la première corde est accordée en Do# (pour avoir « la gamme grunge » selon Corgan). Le nombre de prises guitares varie d'une chanson à une autre. James Iha commente : « Dans le passé, tout devait être surdoublé et les pistes de guitares en étaient détruites. Ce n'était pas vraiment l'idée dominante à cette époque, néanmoins, on le faisait ».
To Forgive consiste en une unique prise de guitare, là où Thru the Eyes of Ruby contient près de soixante-dix pistes de guitares. To Forgive est marqué par ses textes nostalgiques et davantage de douceur dans la musicalité, un rythme plus lent, une batterie et une guitare douces, et de nombreux effets. Fuck You (An Ode to No One), à l'inverse, est marquée par l'intensité du jeu de guitare et de batterie, aux influences grunge. Jimmy Chamberlin joue davantage de sa charleston au pied qu'à la main. De nouveau, Corgan fait état du vide qui l'entoure, de son désenchantement face à l'amour.
Le morceau Love est marqué par de nombreux effets électroniques et distorsions sonores. Le groupe montre à travers ce morceau ses influences de rock électronique. Le suivant, Cupid De Locke est complété par une mélodie douce aux influences orientales, ainsi que différents bruitages (ciseaux). Galapogos est une descente profonde dans l'univers de Corgan et ses changements de comportement.  Muzzle est une autre ballade rock, dont les textes font à nouveau référence à la solitude, et les doutes de Corgan face à son destin. D'ailleurs, ces deux dernières chansons font référence à la relation entre Billy Corgan et sa femme de l'époque. Porcelina of the Vast Oceans, d'une durée de plus de neuf minutes, est enregistré avec divers instruments, à des moments différents et retouché sous Pro Tools. Il est marqué par de longs passages paisibles, contrastés par des instants plus rock. Corgan et Iha se partagent les soli ; Iha estimant que les soli sont équitablement partagés sur le disque. Le seul titre écrit par James Iha sur Dawn to Dusk, Take Me Down, est une composition acoustique.

#### Twilight to Starlight
Le second disque du double album est intitulé Twilight to Starlight. À la différence de Dawn to Dusk, il est marqué par davantage de sonorités inédites pour le groupe. Cependant, il débute avec des titres classiques des Smashing Pumpkins, Where Boys Fear to Tread et Bodies. Ces chansons sont caractérisées par leur violence, leurs textes agressifs, et leur son grunge. Le morceau Bodies évoque la désespérance de Corgan sur le thème de l'amour : « Love is suicide ». La chanson Thirty Three apporte plus de légèreté dans le son et les textes, avec l'utilisation du piano et d'une guitare sèche. Corgan évoque l'idée de plaisir sans culpabilité. Le titre 1979 est un des hits de l'album. D'une sonorité pop, ce morceau est une référence aux morceaux new wave des années 1980. Il a requis l'utilisation d'une batterie et d'une boîte à rythmes. À ce sujet, Jimmy Chamberlin, batteur du groupe déclare : « Si l'on m'avait dit il y a trois ans que je jouerais dans un groupe où l'on travaille avec une boîte à rythme, j'aurais dis « Jamais » ».
Tales of a Scorched Earth est un des morceaux les plus violents de Twilight to Starlight. Il mêle éléments de rock alternatif, avec des paroles parfois criées par Corgan et des passages de musique électronique. Corgan communique un fort désespoir, une absence totale de sentiments face à la situation du monde.

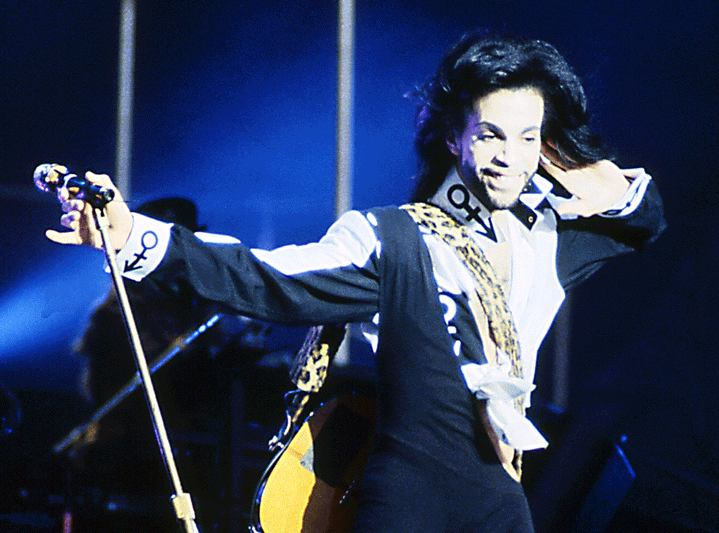
Le morceau Beautiful tire ses influences de Prince.

Le titre Thru the Eyes of Ruby est un morceau qui fait référence aux années 1970, par la traversée d'un univers utopique et hypnotiseur. We Only Come Out at Night est un des reflets de l'excentricité de Corgan, proposant en effet de nombreux passages électroniques. Il marque également les prémices du nouveau look du groupe, plus gothique, sur son prochain album. Au fil des pistes, le groupe multiplie les changements successifs d'atmosphère. En effet, Stumbleine est un titre acoustique, mais précède un des titres les plus agressifs de l'album, XYU. Certaines paroles de ce dernier sont criées, marquant la haine et la rage de Corgan. Celui-ci est suivi par We Only Come Out at Night et Beautiful, titre aux influences du chanteur Prince, dont les harmonies vocales et techniques électroniques sont mises en avant. Beautiful est un des morceaux rêveurs et positifs de Mellon Collie and the Infinite Sadness. Malgré son atmosphère nostalgique, ses textes traitent d'un amour et d'une admiration débordante.
L'album se poursuit par Lily (My One and Only), autre excentricité des Smashing Pumpkins inspirée par la musique des années 1930. De même que pour Beautiful, ce titre révèle l'amour passionné et caché de Corgan pour une certaine Lily. By Starlight, morceau semi-acoustique aux sonorités pop, et Farewell and Goodnight, écrite par Corgan et Iha, qui est une berceuse avec les quatre membres de la formation aux chœurs.
Iha écrit d'autres chansons lors de la conception de Mellon Collie and the Infinite Sadness, mais elles ne sont pas introduites dans la liste finale des morceaux de l'album. Corgan répond en 1995 à une entrevue avec le magazine musical Rolling Stone. « Il y a quelques faces B de James qui sont très bonnes. Elles sont simplement hors-contexte par rapport aux disques. Et je me sens triste d'un côté. Mais après les sept années qu'on a passées ensemble, la chose la moins coincée a été la musique ».

### Titre et pochette
Le titre est révélateur du contenu de l'album et de la personnalité de Corgan. En effet, contenant un brin d'ironie et d'incompréhension (« Mellon Collie » pour « Mélancolie »), il est complété par les termes « and the Infinite Sadness » (et la « Tristesse Infinie »), un des principaux thèmes de l'album. L'œuvre est placée sous le registre de la dualité. En effet, le premier disque est intitulé Dawn to Dusk (Du lever au coucher du soleil, donc le jour), alors que le second Twilight to Starlight (Du crépuscule à la lumière des étoiles, donc la nuit).
La pochette de l'album est réalisée par Billy Corgan et Frank Olinsky. Sur le premier opus, Dawn to Dusk, une lune, de couleur rose, sourit, alors que sur le second, la même lune, bleue, boude. Le thème de la lune apparaît pour la seconde fois pour le groupe. En effet, elle figurait déjà sur la pochette d'un des premiers singles des Smashing Pumpkins, I Am One (tiré de l'album Gish). Elle est le symbole du mystère dévoilé, du changement, de la fécondité. Sur la pochette principale, cette image est complétée et renforcée par la pureté et le romantisme d'une jeune femme, savant mélange entre deux portraits, Sainte Catherine d'Alexandrie de Raphael et Fidelity de Greuze. L'ensemble de la pochette dévoile l'humeur saturnienne de Billy Corgan, par la présence du ciel étoilé et de planètes. Enfin, plusieurs images violentes figurent à l'intérieur de la pochette, mêlant humeur gothique, romantique et précieuse.

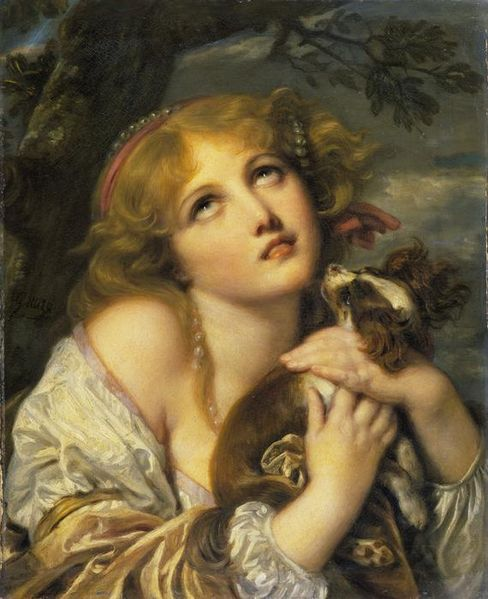
The Souvenir (Fidelity) par Jean-Baptiste Greuze
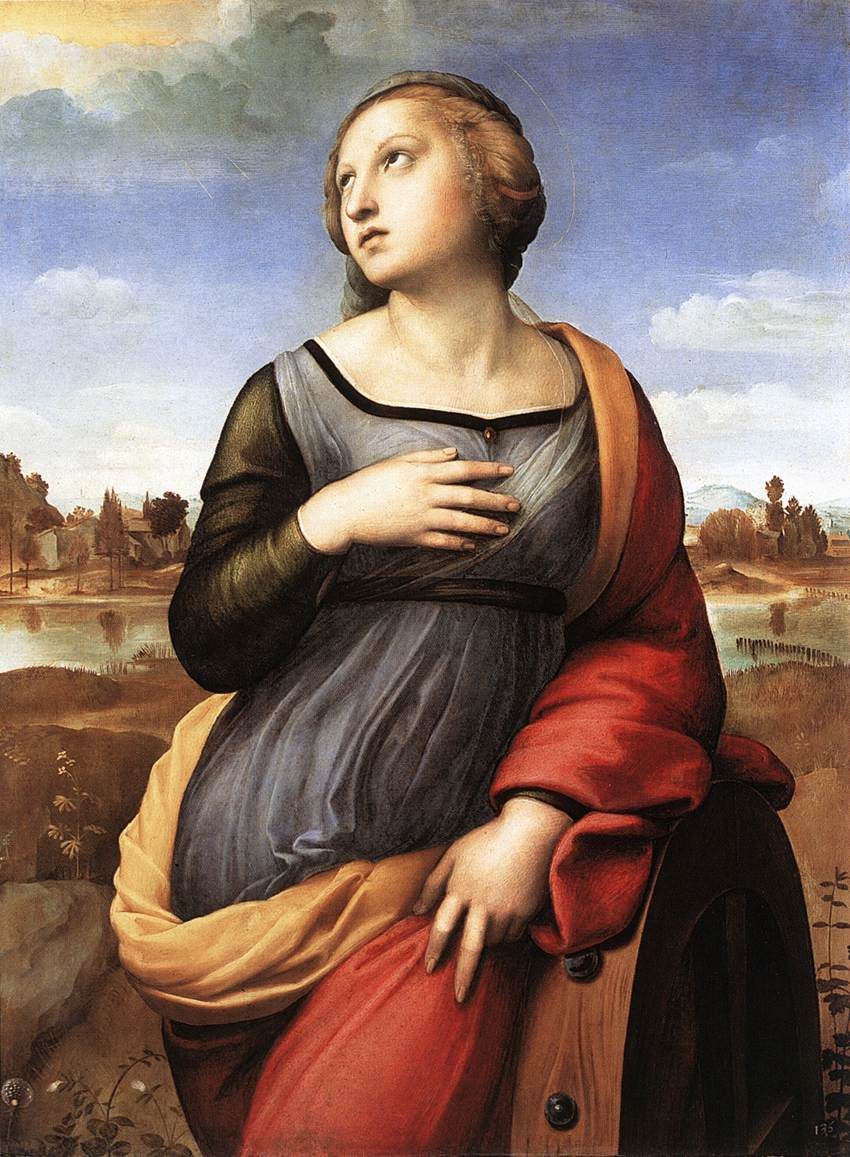
Sainte Catherine d'Alexandrie par Raphaël

## Réception

### Sortie, réalisations et classements
Mellon Collie and the Infinite Sadness paraît le 24 octobre 1995 en double album. Pendant la semaine, le disque débute à la première place du Billboard 200, un évènement relativement inhabituel pour un double album au prix de 20$.
Cinq singles ont été extraits de l'album. Lorsque Corgan pense sortir Jellybelly comme premier single, il dit qu'elle serait rapidement dépassée dans les charts par Bullet with Butterfly Wings parce que celle-ci « est l'une de ces chansons qui, vous savez, est simple à chanter [avec une voix lente] va vendre beaucoup de disques ». Bullet with Butterfly Wings est le premier single des Smashing Pumpkins à atteindre le Billboard Hot 100, en se plaçant au mieux à la vingt-deuxième place.
1979, le deuxième single, se positionne quant à lui à la douzième place, devenant pour le groupe le single le plus vendu aux États-Unis
. Zero est lui sorti en tant que maxi avec six B-sides. Tous ces singles ont été certifiés disque d'or par la Recording Industry Association of America.
Tonight, Tonight et Thirty-Three, le quatrième et le dernier single, grimpèrent respectivement aux trente-sixième et trente-neuvième places dans le Billboard. 
Bien qu'il ne soit pas sorti commercialement, le morceau Muzzle se niche à la huitième place du classement Modern Rock Tracks et à la dixième place au Mainstream Rock Tracks chart.
En 1995, Mellon Collie and the Infinite Sadness se classe premier à l’Australian ARIA Albums Chart, ainsi que dans les charts néo-zélandais et suédois. Par ailleurs, il obtient la deuxième place des charts en Belgique et au Canada,, la quatrième au Royaume-Uni, la sixième aux Pays-Bas, la septième en Norvège, la vingt-et-unième en Allemagne et la trente-quatrième en France
.
Selon Nielsen SoundScan, l'album se serait vendu à 4.7 millions d'exemplaires aux États-Unis. En juillet 2001, Mellon Collie and the Infinite Sadness est certifié neuf fois disque de platine par la Recording Industry Association of America. Selon les critères de celle-ci, un double album vendu dont la durée excède 100 minutes compte pour deux exemplaires.

### Tournée et incident
Les Smashing Pumpkins entament par la suite une tournée internationale. Cependant, un grave incident vient perturber l'harmonie du groupe. En effet, le 11 juillet 1996, le claviériste Jonathan Melvoin, qui assiste le groupe sur scène, et le batteur Jimmy Chamberlin se trouvent dans un hôtel à Manhattan, et s'injectent de fortes doses d'héroïne tout en buvant de l'alcool. Alors que le claviériste succombe d'une overdose vers 23 heures, Jimmy Chamberlin s'évanouit, mais reprend conscience vers 3 heures et demie du matin.
Après avoir appelé la sécurité, il tente de réanimer Melvoin, mais celui-ci est déjà mort. Le 9-1-1 est appelé mais ne peut que constater le décès du claviériste. Chamberlin est arrêté pour détention de drogues et interrogé. Il est envoyé en cure de désintoxication au cours du mois de juillet. Billy Corgan décide d'écarter le batteur de la tournée pour plusieurs mois, avant que celui-ci ne revienne fin 1996. Entre-temps, les deux hommes sont remplacés par Matt Walker (batterie) et Dennis Flemion (claviers).

### Critiques

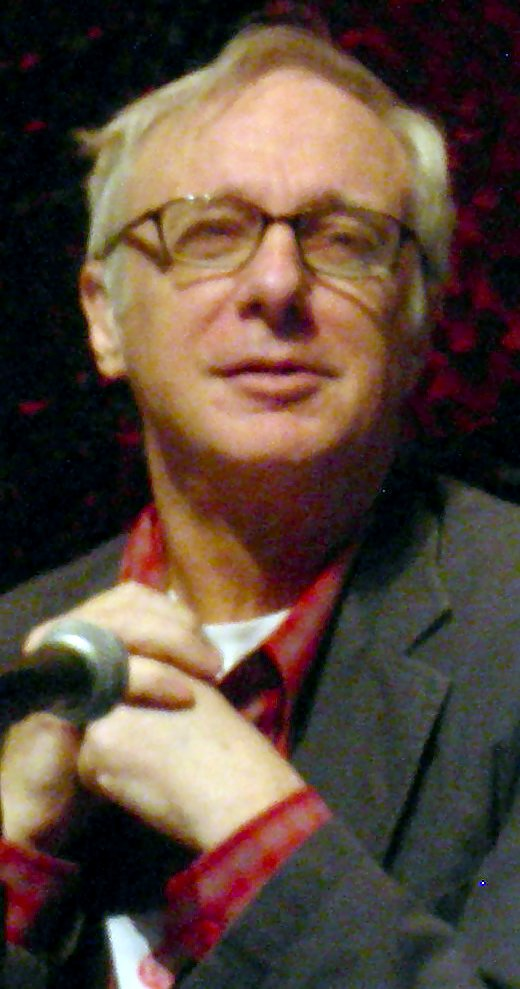
Le critique musical américain Robert Christgau

Christopher John Farley du Time surnomme l'album « le groupe le plus ambitieux et le plus accompli qu'il soit ». Farley écrit, « On a le sentiment que le groupe [...] s'est payé de bons moments ; l'ampleur de cet album (28 chansons) ne laisse rien au second-plan ou comme simple artifice. » Le Time sélectionne Mellon Collie and the Infinite Sadness comme meilleur disque de l'année dans sa compilation de fin d'année « Best of 1995 ».
Entertainment Weekly donne à l'album la note A ; le critique David Browne loue l'ambition du groupe et écrit « Mellon Collie and the Infinite Sadness est plus que le simple travail d'un torturé, capricieux d'une pop obsessive. Corgan se présente lui-même comme l'un des derniers vrais croyants : quelqu'un qui, en crachant cette musique, produit en quelque sorte du grand art éternel. Il n'a pas l'air intéressé par l'insistante question du rock alternatif du volume des ventes, et pour son bien : il recherche quelque chose de plus grand et à tout conquérir ».
Rolling Stone attribue à l'album la note de trois étoiles sur cinq. En 2003, le magazine le classe 487e des 500 plus grands albums de tous les temps. Le critique Jim DeRogatis dit de ce disque qu'il était « l'un des rares disques épiques de rock dont l'essentiel est justifié dans le rythme ». L'auteur retient que le principal défaut du disque sont les paroles de Corgan, décrivant l'auteur comme « vautré dans sa propre misère et ses ronchonnements sur tous ceux qui ne sont pas en accord avec ses attentes ». Quand DeRogatis soutient que Mellon Collie « pouvait malgré tout rejoindre The Wall dans son accomplissement sonore », il fait valoir que les paroles de Corgan manquent en comparaison.
Ben Edmunds, qui chronique le disque pour le magazine Mojo félicite la musique alors qu'il dévalorise les paroles de Corgan. Edmunds écrit « Les paroles [de Corgan, NDR] apparaissent comme étant le pire aspect de ses influences les plus chères. Il écrit avec une plume digne du heavy-metal dans sa lecture et une conviction surévaluée au rock progressif, une combinaison mortelle. Mais il y a une petite distance dans sa rage belliqueuse maintenant qui commente autant qu'elle s'exprime ». Enfin, le sondage The 1995 Pazz & Jop Critics Poll positionne Mellon Collie and the Infinite Sadness à la quatorzième place de son classement.
Moins convaincu, le critique Robert Christgau classe le double album dans la catégorie « Duds » (un mauvais disque) de son « Consumer Guide » de février 1996. Il attribue cependant au morceau 1979 une icône en forme de ciseau, dont la signification est « a choice cut », c'est-à-dire, une bonne chanson sur un album qui ne vaut pas son achat.

### Nominations et récompense
Mellon Collie and the Infinite Sadness permet au groupe d'être nommé dans sept catégories différentes aux Grammy Awards 1997, le deuxième plus grand nombre de nominations cette année. Ils sont ainsi nommés pour le titre d'album de l'année et de disque de l'année pour 1979 dans les catégories générales. Ils sont également nommés dans les catégories meilleure performance dans la catégorie alternatif, meilleure performance rock pour un groupe ou un duo avec chants (1979), meilleure prestation vocale en hard rock (Bullet with Butterfly Wings), meilleure chanson instrumentale dans la catégorie pop (Mellon Collie and the Infinite Sadness) et le meilleur clip (Tonight, Tonight).
Le groupe reçoit finalement un seul prix, pour la meilleure prestation vocale avec Bullet with Butterfly Wings. Le double album est également classé quinzième en 1995 au sondage du Village Voice Pazz & Jop et 5e meilleur album de tous les temps selon un sondage organisé par Virgin.

## Artistes et équipe de production
| Artistes et équipe de production |                       |                      |                                       |
| Musiciens                        | Musiciens             | Équipe de production | Équipe de production                  |
| Nom                              | Instrument            | Nom                  | Activité                              |
| Billy Corgan                     | Guitare, chant, piano | Flood                | Production, mixage                    |
| James Iha                        | Guitare               | Alan Moulder         | Production, mixage                    |
| D'Arcy Wretzky                   | Basse, chœurs         | Frank Olinsky        | Directeur artistique et conception    |
| Jimmy Chamberlin                 | Batterie, chœurs      | Howie Weinberg       | Mastering                             |
| Chicago Symphony Orchestra       | Orchestre symphonique | Chris Shepard        | Enregistrement                        |
| Audrey Riley                     | Cordes                | Barry Goldberg       | Enregistrement des chœurs             |
| Greg Leisz                       | Guitare               | Claudine Pontier     | Assistante d'enregistrement           |
|                                  |                       | Dave Kresl           | Assistant d'enregistrement des chœurs |
|                                  |                       | John Craig           | Illustration                          |
|                                  |                       | Andrea Giacobbe      | Photographe                           |
|                                  |                       | Jeff Moleski         | Assistance technique                  |
|                                  |                       | Russ Spice           | Assistance technique                  |
|                                  |                       | Tim « Gooch » Lougee | Assistance technique                  |
|                                  |                       | Adam Green           | Assistance technique                  |
|                                  |                       | Roger Carpenter      | Assistance technique                  |
|                                  |                       | Guitar Dave Mannet   | Assistance technique                  |

## Charts et certifications

### Album
| Pays                                 | Durée du classement | Meilleur classement | Date             |
| ------------------------------------ | ------------------- | ------------------- | ---------------- |
| Allemagne (GfK Entertainment)        | 43 semaines         | 21e                 | 20 novembre 1995 |
| Australie (ARIA Charts)              | 73 semaines         | 1er                 | 5 novembre 1995  |
| Autriche (Ö3 Austria Top 40)         | 15 semaines         | 36e                 | 28 janvier 1996  |
| Belgique (V) (Ultratop)              | 48 semaines         | 2e                  | 11 novembre 1995 |
| Belgique (W) (Ultratop)              | 51 semaines         | 3e                  | 18 novembre 1995 |
| Canada (RPM)                         | 84 semaines         | 2e                  | 6 novembre 1995  |
| Écosse (Scottish Album Chart)        | 41 semaines         | 8e                  | 4 novembre 1995  |
| États-Unis (Billboard 200)           | 93 semaines         | 1er                 | 11 novembre 1995 |
| Finlande (Suomen virallinen lista)   | 17 semaines         | 14e                 | 12 novembre 1995 |
| France (SNEP)                        | 14 semaines         | 34e                 | 1er juin 1996    |
| Italie (FIMI)                        | -                   | 18e                 | 1995             |
| Norvège (VG-lista)                   | 38 semaines         | 7e                  | 5 novembre 1995  |
| Nouvelle-Zélande (RMNZ Albums Top40) | 83 semaines         | 1er                 | 5 novembre 1995  |
| Pays-Bas (MegaCharts)                | 48 semaines         | 6e                  | 18 novembre 1995 |
| Portugal (AFP)                       | 2 semaines          | 26e                 | 13 février 2017  |
| Royaume-Uni (UK Albums Chart)        | 49 semaines         | 4e                  | 4 novembre 1995  |
| Suède (Sverigetopplistan)            | 44 semaines         | 1er                 | 3 novembre 1995  |
| Suisse (Schweizer Hitparade)         | 12 semaines         | 27e                 | 19 novembre 1995 |

Certifications
| Pays             | Certification | Ventes       | Date             |
| ---------------- | ------------- | ------------ | ---------------- |
| Allemagne        | Or            | 250 000 +    | 1999             |
| Australie        | 4 × Platine   | 280 000 +    | 1996             |
| Belgique         | Platine       | 50 000 +     | 8 mars 1996      |
| Canada           | Diamant       | 1 000 000 +  | 29 août 1996     |
| États-Unis       | Diamant       | 10 000 000 + | 28 août 2012     |
| France           | Platine       | 300 000 +    | 10 juillet 2002  |
| Italie           | Or            | 25 000 +     | 2022             |
| Norvège          | Or            | 25 000 +     | 1997             |
| Nouvelle-Zélande | Platine       | 15 000 +     | 27 novembre 1995 |
| Pays-Bas         | Or            | 50 000 +     | 1996             |
| Royaume-Uni      | Platine       | 300 000 +    | 9 novembre 2001  |
| Suède            | Or            | 50 000 +     | 1997             |

-* Aux États-Unis si l'album dépasse cent minutes ses ventes sont comptées double pour les certifications

### Singles
Bullet with Butterfly Wings
| Chart                  | Durée du classement | Position | Date             | Certifications |
| ---------------------- | ------------------- | -------- | ---------------- | -------------- |
| Hot 100                | 20 semaines         | 22e      | 6 janvier 1996   | Or · Argent    |
| Mainstream Rock Tracks | 25 semaines         | 4e       | 9 décembre 1995  | Or · Argent    |
| Alternative Songs      | 22 semaines         | 2e       | 11 novembre 1995 | Or · Argent    |
| ARIA Charts            | 19 semaines         | 33e      | 5 novembre 1995  | Or · Argent    |
| RPM Top Singles        | 16 semaines         | 18e      | 22 janvier 1996  | Or · Argent    |
| Single Top 100         | 9 semaines          | 17e      | 20 janvier 1996  | Or · Argent    |
| RMNZ Singles Top40     | 4 semaines          | 41e      | 12 novembre 1995 | Or · Argent    |
| UK Singles Chart       | 3 semaines          | 20e      | 22 octobre 1995  | Or · Argent    |

1979
| Chart                   | Durée du classement | Position | Date            | Certifications |
| ----------------------- | ------------------- | -------- | --------------- | -------------- |
| Hot 100                 | 22 semaines         | 12e      | 30 mars 1996    | Or · Or        |
| Mainstream Rock Tracks  | 26 semaines         | 1er      | 9 décembre 1995 | Or · Or        |
| Alternative Songs       | 26 semaines         | 1er      | 2 mars 1996     | Or · Or        |
| ARIA Charts             | 13 semaines         | 16e      | 24 mars 1996    | Or · Or        |
| (V) Ultratop            | 4 semaines          | 37e      | 16 mars 1996    | Or · Or        |
| (W) Ultratop            | 16 semaines         | 21e      | 17 février 1996 | Or · Or        |
| RPM Top Singles         | 16 semaines         | 18e      | 1er avril 1996  | Or · Or        |
| Suomen virallinen lista | 2 semaines          | 11e      | 5 février 1996  | Or · Or        |
| Single Top 100          | 6 semaines          | 38e      | 20 avril 1996   | Or · Or        |
| RMNZ Singles Top40      | 11 semaines         | 9e       | 3 mars 1996     | Or · Or        |
| Mega Top 50             | 4 semaines          | 29e      | 2 mars 1996     | Or · Or        |
| UK Singles Chart        | 3 semaines          | 16e      | 4 février 1996  | Or · Or        |

Tonight, Tonight
| Chart                  | Durée du classement | Position | Date            | Certification |
| ---------------------- | ------------------- | -------- | --------------- | ------------- |
| Hot 100                | 20 semaines         | 36e      | 3 août 1996     | Argent · Or   |
| Mainstream Rock Tracks | 16 semaines         | 4e       | 3 août 1996     | Argent · Or   |
| Alternative Songs      | 22 semaines         | 5e       | 13 juillet 1996 | Argent · Or   |
| ARIA Charts            | 7 semaines          | 21e      | 9 juin 1996     | Argent · Or   |
| (V) Ultratop           | 2 semaines          | 39e      | 18 mai 1996     | Argent · Or   |
| RPM Top Singles        | 13 semaines         | 32e      | 1er avril 1996  | Argent · Or   |
| RMNZ Singles Top40     | 11 semaines         | 2e       | 2 juin 1996     | Argent · Or   |
| Mega Top 50            | 3 semaines          | 46e      | 25 mai 1996     | Argent · Or   |
| UK Singles Chart       | 12 semaines         | 7e       | 19 mai 1996     | Argent · Or   |
| Sverigetopplistan      | 1 semaine           | 58e      | 17 mai 1996     | Argent · Or   |

Thirty-Three
| Chart                  | Durée du classement | Position | Date             |
| ---------------------- | ------------------- | -------- | ---------------- |
| Hot 100                | 20 semaines         | 39e      | 1er février 1997 |
| Mainstream Rock Tracks | 9 semaines          | 18e      | 22 février 1997  |
| Alternative Songs      | 21 semaines         | 2e       | 25 janvier 1997  |
| RPM Top Singles        | 12 semaines         | 18e      | 24 février 1997  |
| RMNZ Singles Top40     | 3 semaines          | 77e      | 8 décembre 1996  |
| UK Singles Chart       | 2 semaines          | 21e      | 17 novembre 1996 |

### Ep
Zero
| Chart                  | Durée du classement | Position | Date               | Certification |
| ---------------------- | ------------------- | -------- | ------------------ | ------------- |
| Mainstream Rock Tracks | 15 semaines         | 15e      | 18 mai 1996        | Or · Platine  |
| Alternative Songs      | 19 semaines         | 9e       | 13 avril 1996      | Or · Platine  |
| RMNZ Singles Top40     | 9 semaines          | 3e       | 1er septembre 1996 | Or · Platine  |